# Championnat d'Europe de courses de camions 2015
Pour les articles homonymes, voir CECC.
Navigation
2014 2016
Le championnat européen de course de camions 2015, est la 31e édition du championnat d'Europe de courses de camions , débute le 25 avril 2015 à Valence en Espagne, s'achève le 11 octobre 2015 au Mans en France et comporte 10 Grands Prix
Le titre par équipe revient a Buggyra racing 1969 lors de la dernière course du Mans pour la quatrième fois. Avec 18 victoires, le pilote hongrois Norbert Kiss est sacré champion d’Europe pour la deuxième fois consécutive avant la même la fin du championnat dès la première course de Jarama le 3 octobre. Adam Lacko devient vice-champion pour la première fois, Jochen Hahn termine troisième.

## Grand Prix de la saison 2015
Le 3 décembre 2014, le Conseil mondial de la Fédération internationale de l'automobile réuni à Doha au Qatar approuve le calendrier 2015 et officialise donc une saison comprenant dix Grand Prix, sur les mêmes circuits qu'en 2015, avec une course en moins ; le Grand Prix de Navarra, et une course en plus le Grand Prix de Budapest. Le Grand Prix de Valence réapparait au calendrier après 15 ans d'absence.
| N° | Date          | Grand Prix                  | Lieu              | Vainqueur Course 1 | Vainqueur Course 2 | Vainqueur Course 3 | Vainqueur Course 4 | Pole Position Course 1 | Pole Position Course 3 |
| -- | ------------- | --------------------------- | ----------------- | ------------------ | ------------------ | ------------------ | ------------------ | ---------------------- | ---------------------- |
| 1  | 25.04 – 26.04 | Grand Prix de Valence       | Valence           | Jochen Hahn        | Norbert Kiss       | Norbert Kiss       | Antonio Albacete   | Jochen Hahn            | Norbert Kiss           |
| 2  | 16.05 – 17.05 | Grand Prix du Red Bull Ring | Spielberg         | Norbert Kiss       | Norbert Kiss       | Norbert Kiss       | Norbert Kiss       | Norbert Kiss           | Norbert Kiss           |
| 3  | 23.05 – 24.05 | Grand Prix de Misano        | Misano Adriatico  | Jochen Hahn        | Norbert Kiss       | Norbert Kiss       | Adam Lacko (en)    | Norbert Kiss           | Norbert Kiss           |
| 4  | 20.06 – 21.06 | Grand Prix de Nogaro        | Nogaro            | Adam Lacko (en)    | Norbert Kiss       | Norbert Kiss       | Anthony Janiec     | Jochen Hahn            | Norbert Kiss           |
| 5  | 27.06 – 28.06 | Grand Prix du Nürburgring   | Nürburg           | Norbert Kiss       | Antonio Albacete   | Norbert Kiss       | Adam Lacko (en)    | Norbert Kiss           | Norbert Kiss           |
| 6  | 29.08 – 30.08 | Grand Prix de Most          | Most              | Norbert Kiss       | David Vršecký      | Jochen Hahn        | Adam Lacko (en)    | Norbert Kiss           | Jochen Hahn            |
| 7  | 05.09 – 06.09 | Grand Prix de Hongrie       | Budapest          | Norbert Kiss       | Stephanie Halm     | Norbert Kiss       | Antonio Albacete   | Norbert Kiss           | Norbert Kiss           |
| 8  | 19.09 – 20.09 | Grand Prix de Zolder        | Circuit de Zolder | Norbert Kiss       | Adam Lacko (en)    | Norbert Kiss       | David Vršecký      | Norbert Kiss           | Norbert Kiss           |
| 9  | 03.10 – 04.10 | Grand Prix de Jarama        | Circuit de Jarama | Norbert Kiss       | Adam Lacko (en)    | Norbert Kiss       | Jochen Hahn        | Norbert Kiss           | Norbert Kiss           |
| 10 | 10.10 – 11.10 | Grand Prix du Mans          | Le Mans           | Rene Reinert       | Antonio Albacete   | Rene Reinert       | Antonio Albacete   | Norbert Kiss           | Norbert Kiss           |